# Білотроїцький
Білотро́їцький (рос. Белотроицкий, ерз. Белотроицкий) — селище у складі Лямбірського району Мордовії, Росія. Входить до складу Протасовського сільського поселення.

## Населення
Населення — 14 осіб (2010; 14 у 2002).
Національний склад (станом на 2002 рік):
- росіяни — 93 %